# Untereisenheim
Untereisenheimist ein Gemeindeteil der Gemeinde Eisenheim im unterfränkischen Landkreis Würzburg in Bayern.

## Geografische Lage
Das Kirchdorf Untereisenheim liegt zentral im Gemeindegebiet von Eisenheim. Im Norden schließt sich unbesiedeltes Gebiet auf Untereisenheimer Gemarkung an, im Nordosten befindet sich Obereisenheim. Südöstlich schließt sich, getrennt durch den Main, der Volkacher Ortsteil Fahr im Landkreis Kitzingen an, während im Süden der Weiler Kaltenhausen liegt. Im Westen beginnt die Gemeinde Prosselsheim, der Ortsteil Püssensheim liegt dort Untereisenheim am nächsten.

## Geschichte
Nachdem die beiden Ortschaften Ober- und Untereisenheim zunächst als „Isanesheim“, Heim des Isan, im 8. Jahrhundert genannt wurden, kamen die zwei Dörfer auf gemeinsamer Mark an das Kloster Fulda. Zuvor waren sie wohl im Besitz des Lobdengaugrafen Warin und seiner Frau Friederun, der Mattonen um Matto und seinem Bruder Megingaud dem Jüngeren und dem Franken Reginold gewesen. Nach und nach kam die Bonifatiusabtei in den Besitz der Dörfer.
In den folgenden Jahrhunderten entwickelten sich die beiden Dörfer auseinander. Untereisenheim blieb allerdings noch einige Zeit nach Obereisenheim eingepfarrt. Erst 1469 erhielt das Dorf eine eigene Pfarrei. Untereisenheim hatte im Laufe der Jahrhunderte häufig wechselnde Dorfherren. Fast ein Drittel der Gemarkung war allerdings in Besitz des Zisterzienserklosters Ebrach. Die Gerichtsbarkeit hielt das Hochstift Würzburg.
Während der Reformation im 16. Jahrhundert war die Bevölkerung des Dorfes religiös gespalten. Der überwiegende Teil der Bevölkerung blieb katholisch, einige Familien wurden jedoch evangelisch-lutherisch. 1578 wurden zehn Familien aus dem Dorf vertrieben, weil sie sich weigerten, wieder zum Katholizismus überzutreten. Im Jahr 1631 fielen die Schweden im Dreißigjährigen Krieg in das Dorf ein. Insgesamt 14 Tage und Nächte plünderten die Eroberer das Dorf.

### Ehemalige Gemeinde
Die Gemeinde Untereisenheim mit ihren Orten Untereisenheim, Kaltenhausen und Schiffmühle gehörte bis 1872 zum Bezirksamt Volkach und kam bei dessen Auflösung zum Bezirksamt Gerolzhofen, dem späteren Landkreis Gerolzhofen. Zum 1. Juli 1972 kam die Gemeinde zum Landkreis Würzburg, da der Landkreis Gerolzhofen aufgelöst wurde. Am 1. Mai 1978 wurde aus den Gemeinden Obereisenheim und Untereisenheim die neue Gemeinde Eisenheim gebildet.

## Kultur und Sehenswürdigkeiten

### Baudenkmäler

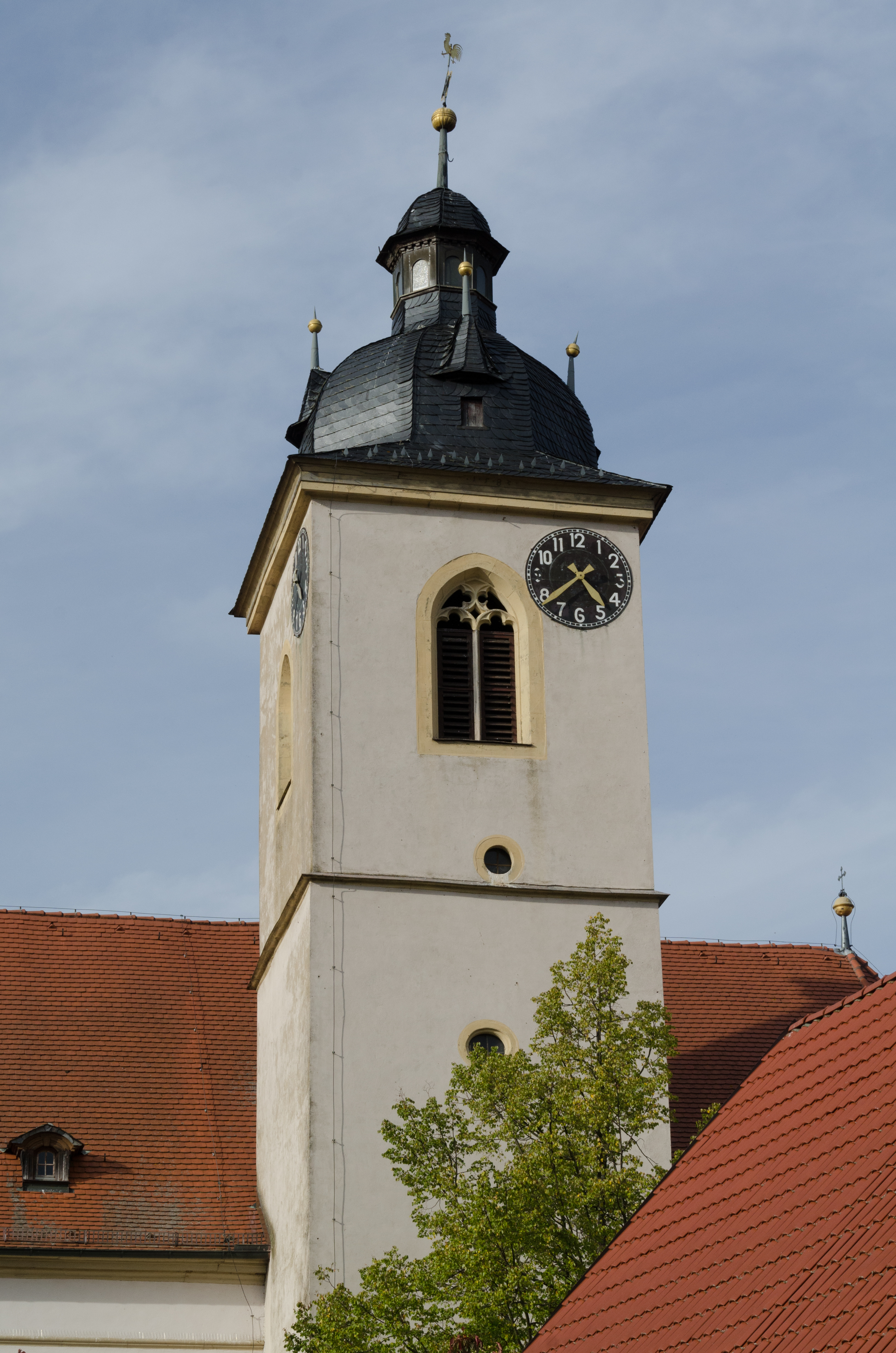
Die Pfarrkirche in Untereisenheim

Den Mittelpunkt des Dorfes bildet die katholische Pfarrkirche Mariae Himmelfahrt. Die Untergeschosse des Turmes stammen bereits aus der Zeit um 1400. Im Zuge der Gegenreformation erhöhte man 1582 den Turm und deckte ihn mit einer neuen Kuppel. Nachdem der Chor und das Langhaus baufällig geworden waren, wurden sie 1752 bis 1756 durch den Arnsteiner Baumeister Johann Müller neu erbaut. Älteste Ausstattungsstücke im Inneren sind ein Kruzifix und eine Madonna, die beide dem Einfluss Riemenschneiders zuzurechnen sind.
Wie auch das nahegelegene Obereisenheim wies der Ort früher eine vollständige Dorfbefestigung auf. Noch heute haben sich Mauerreste erhalten. Bemerkenswert ist ein drei Meter hoher halbrunder Turm östlich der Kirche. Eine Besonderheit stellen auch die vielen Bildstöcke auf der Gemarkung Untereisenheims dar. Sie zeugen von der Volksfrömmigkeit des katholischen Ortes. Die Friedhofskapelle datiert auf das Jahr 1607.

### Sagen

#### Die schwarze Katze
In früheren Zeiten mussten die Menschen das Wasser von den Pumpbrunnen holen, die überall im Dorf standen. Dort berichtete man sich die Neuigkeiten des Dorfes und tauschte Geheimes und Vertrauliches aus. Nur die Pumpe vor dem Haus mit der Nummer 16 wurde von den Dorfbewohnern gemieden, denn wenn man sich dort unter vier Augen etwas erzählte, war am nächsten Tag das ganze Dorf von den Geheimnissen unterrichtet.
Zwei Frauen, die auch an der Pumpe geredet hatten, fiel auf, dass eine schwarze Katze auf dem Pumpstock hockte. Sie war immer da, wenn Vertrauliches geredet wurde. Also beschlossen die beiden, das Tier zu bestrafen und schlugen auf sie ein. Als das Tier tot war, starb kurz darauf auch eine alte Frau im Nachbarshaus. Die Bewohner machten sie für das Ausplaudern verantwortlich und erzählten sich, dass sich die Frau tagsüber in die Katze verwandelt hatte.

#### Die Mutter in der Maus
Eine Mutter lag schon eine lange Zeit krank zuhause im Bett. Ihr Mann war lange verstorben und sie musste deshalb die halbwüchsigen Kinder auf die Felder der Familie zur Arbeit schicken. Sie verbrachte lange Tage alleine im Haus und begann die Arbeit der Kinder zu hinterfragen. „Ob sie wohl die Feldarbeit richtig machten“ und „ob sie wohl fleißig waren“? Sie wünschte sich ein Mäuslein zu sein und ihre Kinder zu beobachten.
Auf dem Feld waren die Kinder mittlerweile mit der Arbeit fertig und setzten sich an den Feldrain, um hier eine Brotzeit zu sich zu nehmen. Im gemähten Stroh raschelte etwas und eine Maus schaute die Kinder an. Die Kinder, die jedes einzelne Körnlein für ihre Mutter gesammelt hatten, waren verärgert über den Körnerdieb. Deshalb erschlugen sie die Maus. Als sie heimkamen fanden sie ihre Mutter tot im Bett liegen, der Wunsch war in Erfüllung gegangen.

#### Der Michel und der Jörg
Die beiden Dorfbewohner Michel und Jörg waren gute Freunde. Beide redeten häufig über das Leben nach dem Tod. Sie verabredeten sich, dass derjenige der von beiden zuerst starb, dem Zurückgebliebenen eine Nachricht aus dem Totenreich zukommen lassen sollte. Der Überlebende sollte am dritten Tag nach der Beerdigung des anderen um zwölf Uhr nachts  zum Ortsfriedhof gehen und das Ohr auf das Grab des Freundes legen. 
Bereits nach kurzer Zeit starb Michel und Jörg hoffte als erster Mensch zu erfahren, was nach dem Tod auf ihn wartet. Jörg ging zum Kirchhof und wartete, bis die Uhr Mitternacht schlug. Er legte sein Ohr auf den frischen Grabhügel und lauschte, was der tote Freund zu sagen hatte. Da teilte sich die Erde und eine weiße Totenhand packte den Kopf des Neugierigen. Am nächsten Tag fanden sie Jörg mit verdrehtem Hals tot auf dem Grab seines Freundes liegen.

## Weinbau
Untereisenheim ist heute Weinbauort im Anbaugebiet Franken. Eine Weinlage existiert um das Dorf, der Wein wird seit den 1970er Jahren unter dem Namen Untereisenheimer Sonnenberg vermarktet. Untereisenheim ist Teil des Bereichs Volkacher Mainschleife, bis 2017 waren die Winzer im Bereich Maindreieck zusammengefasst. Die Muschelkalkböden um Untereisenheim eignen sich ebenso für den Anbau von Wein, wie die Lage in der Maingauklimazone, die zu den wärmsten Deutschlands gehört. 
Bereits seit dem Frühmittelalter betreiben die Menschen um Untereisenheim Weinbau. Die fränkischen Siedler brachten wohl im 7. Jahrhundert die Rebe mit an den Main. Im Mittelalter gehörte die Region zum größten zusammenhängenden Weinbaugebiet im Heiligen Römischen Reich. Die Menschen betrieben zumeist Nebenerwerbsweinbau zur Selbstversorgung, gleichzeitig bildeten sich bereits Exportzentren insbesondere entlang des Maines heraus.
Der Weinbau erlebte nach der Säkularisation zu Beginn des 19. Jahrhunderts einen umfassenden Niedergang. Vor allem klimatisch weniger begünstige Lagen gab man vollständig auf. Zusätzlich erschwerte das Aufkommen von Schädlingen wie der Reblaus den Anbau. Konsolidieren konnte sich die Weinbauregion Franken erst wieder in der zweiten Hälfte des 20. Jahrhunderts. Der Einsatz von Düngern und verbesserte Anbaumethoden hatten dazu ebenso beigetragen wie die Organisation in Genossenschaften und die Flurbereinigung der 1970er Jahre.
In Untereisenheim prägt der Weinbau den Jahresablauf. Mehrere Weingüter haben ihren Sitz im Ort und betreiben während der Frühlings- und Sommermonate Heckenwirtschaften. Außerdem ernennen die Winzer jährlich eine Weinprinzessin, die den Untereisenheimer Wein repräsentiert. Mittelpunkt des Festkalenders ist allerdings das sogenannte Zeltweinfest, das bereits Mitte April stattfindet.
| Weinlage   | Größe 1830 | Größe 1940 | Größe 1976 | Größe 1993 | Himmelsrichtung | Hangneigung | Hauptrebsorten | Großlage            |
| ---------- | ---------- | ---------- | ---------- | ---------- | --------------- | ----------- | -------------- | ------------------- |
| Sonnenberg | 98 ha      | 29 ha      | 56 ha      | 100 ha     | Süden, Osten    | 30 %        | Müller-Thurgau | Volkacher Kirchberg |

## Bürgerschaftliches Engagement
Wichtige Formen des bürgerschaftlichen Engagements sind:
- der Allgemeine Sportverein Untereisenheim 1928 e. V.
- die Freiwillige Feuerwehr Untereisenheim, die im Jahr 2023 ihr 150-jähriges Bestehen feierte[13]

## Persönlichkeiten
- Raphael Friedrich Rudolf Cerf (auch Cerfberr) (1782–1845), Theaterdirektor und Pferdehändler[14]
- Edmund Herold (1901–1972), Pfarrer, Heimatdichter und Imker, Herold bewohnte das „Weiße Haus“ oberhalb von Untereisenheim